# ماراب
ماراب، روستایی از توابع بخش مرکزی شهرستان کامیاران در استان کردستان ایران است. ملقب به شلیکه است

## جمعیت
این روستا در دهستان شاهو قرار دارد و براساس سرشماری مرکز آمار ایران در سال ۱۳۸۵، جمعیت آن ۱٬۱۸۵ نفر (۲۶۳خانوار) بوده‌است.